# Pollia americana
Pollia americana là một loài thực vật có hoa trong họ Commelinaceae. Loài này được Faden miêu tả khoa học đầu tiên năm 1978.